# 车敏瞧
车敏瞧（1912年—2005年），中国人民解放军将领、中国人民解放军开国少将。
曾任第一军医大学政委。1955年，授予中国人民解放军少将。